# Айсен (Чили)
Айсен (исп. Aisén) — коммуна в Чили. Административный центр коммуны и провинции Айсен  — город Пуэрто-Айсен. Население — 16 936 человек (2002).   Город и коммуна входят в состав провинции Айсен  и области Айсен-дель-Хенераль-Карлос-Ибаньес-дель-Кампо.
Территория коммуны —  29 796,4 км². Численность населения — 25 011 жителей (2007). Плотность населения — 0,89 чел./км².

## Расположение
Город Пуэрто-Айсен расположен в 53 км на северо-запад от административного центра области города Койайке.
Коммуна граничит:
- на севере — c коммуной  Сиснес
- на востоке — с коммунами Койайке, Чиле-Чико,  Рио-Ибаньес
- на юге — c коммуной Тортель

На западе коммуны расположен Тихий океан.

## Демография
Согласно сведениям, собранным в ходе переписи Национальным институтом статистики,  население коммуны составляет 25 011 человек, из которых 13 255 мужчин и 11 756 женщин.
Население коммуны составляет 24,91 % от общей численности населения области Айсен-дель-Хенераль-Карлос-Ибаньес-дель-Кампо, при этом 10,1 %  относится к сельскому населению и 89,9 % — городское население.

### Важнейшие населенные пункты коммуны
- Пуэрто-Айсен (город) — 16 936 жителей
- Вилья-Маньигуалес (поселок) — 1401 житель
- Пуэрто-Чакабуко (поселок) — 1243 жителя